# Alejandro Maciel
Alejandro Ramón Maciel (Eldorado, Provincia de Misiones, Argentina; 22 de abril de 1997) es un futbolista argentino. Juega como defensor. Actualmente milita en el Club Olimpia de la Primera División de Paraguay.

## Trayectoria

### Talleres
Llegó proveniente de Boca Juniors a mediados de agosto del año 2016. En su regreso a Primera División, Talleres es uno de los equipos que más jugadores incorporó, pensado en las bases de sus divisiones inferiores; tras un seguimiento previo Alejandro llega a la institución cordobesa dando por hecho que le sería imposible tener una oportunidad en el equipo de Guillermo Barros Schelotto.
Alejandro se incorpora a la División Reserva de Talleres en AFA donde juega sus primeros partidos; la temporada es más que buena consiguiendo el título de la competición. Tras pasar seis meses en la Reserva Alejandro Maciel fue promovido al primer equipo de Talleres de Córdoba para disputar el Campeonato de la Primera División 2017/18.

### Santamarina
En junio de 2018 es cedido a préstamo por un año a Santamarina de Tandil.

### Club Villa Dalmine
En julio de 2019 es cedido a préstamo por un año a Club Villa Dalmine.

### Central Córdoba de Santigo del Estero
En octubre de 2020 es cedido a préstamo por un año a Central Córdoba de Santiago del Estero.

## Clubes

### Estadísticas
- Actualizado hasta el 25 de noviembre de 2023.

| Club                       | País      | Año         |
| -------------------------- | --------- | ----------- |
| Talleres                   | Argentina | 2017 - 2018 |
| Santamarina (préstamo)     | Argentina | 2018 - 2019 |
| Villa Dálmine (préstamo)   | Argentina | 2019 - 2020 |
| Central Córdoba (préstamo) | Argentina | 2020 - 2021 |
| Banfield                   | Argentina | 2022 - 2025 |
| Olimpia                    | Paraguay  | 2025 -      |

| Club                        | Div.                | Temporada           | Liga  | Liga  | Copas Nacionales | Copas Nacionales | Copas Internacionales | Copas Internacionales | Total | Total |
| Club                        | Div.                | Temporada           | Part. | Goles | Part.            | Goles            | Part.                 | Goles                 | Part. | Goles |
| --------------------------- | ------------------- | ------------------- | ----- | ----- | ---------------- | ---------------- | --------------------- | --------------------- | ----- | ----- |
| Ramón Santamarina Argentina | 2.ª                 | 2018-19             | 5     | 0     | 0                | 0                | -                     | -                     | 5     | 0     |
| Ramón Santamarina Argentina | Total club          | Total club          | 5     | 0     | 0                | 0                | 0                     | 0                     | 5     | 0     |
| Villa Dalmine Argentina     | 2.ª                 | 2019-20             | 20    | 1     | 0                | 0                | -                     | -                     | 20    | 1     |
| Villa Dalmine Argentina     | Total club          | Total club          | 20    | 1     | 0                | 0                | 0                     | 0                     | 20    | 1     |
| Central Córdoba Argentina   | 1.ª                 | 2020-21             | -     | -     | 11               | 0                | -                     | -                     | 11    | 0     |
| Central Córdoba Argentina   | 1.ª                 | 2021                | 17    | 0     | 0                | 0                | -                     | -                     | 17    | 0     |
| Central Córdoba Argentina   | Total club          | Total club          | 17    | 0     | 11               | 0                | 0                     | 0                     | 28    | 0     |
| Banfield Argentina          | 1.ª                 | 2022                | 23    | 0     | 14               | 0                | 6                     | 0                     | 43    | 0     |
| Banfield Argentina          | 1.ª                 | 2023                | 22    | 0     | 17               | 0                | -                     | -                     | 39    | 0     |
| Banfield Argentina          | 1.ª                 | 2024                | 17    | 1     | 16               | 1                | -                     | -                     | 33    | 2     |
| Banfield Argentina          | Total club          | Total club          | 62    | 1     | 47               | 1                | 6                     | 0                     | 115   | 2     |
| Total en su carrera         | Total en su carrera | Total en su carrera | 104   | 2     | 58               | 1                | 6                     | 0                     | 168   | 3     |